# ارمنستان در ۲۰۰۷
لیست زیر رویدادهایی است که در طی سال ۲۰۰۷ (میلادی) در ارمنستان اتفاق افتاده است.

## صاحب منصبان
- رئیس‌جمهور: روبرت کوچاریان
- نخست‌وزیر: آندرانیک مارگاریانسرژ سرکیسیان

## رویدادها

### ژانویه
- ۱۹ ژانویه - هرانت دینک، نویسنده ارمنی-ترک در شهر استانبول به ضربه گلوله شد. ماده ۳۰۱ روابط ارمنستان و ترکیه
- ۲۰ ژانویه - مردی به نام «اوگون ساماست» توسط مقامان ترک در شهر صامسون بازداشت شد.
- ۲۹ ژانویه لوون آرونیان استاد بزرگ ارمنستانی در تورمنمت بین‌المللی شطرنج موسوم به Tata Steel Chess Tournament که در هلند برگزار می‌شد برنده شد.

### مارس
- ۲۵ مارس - آندرانیک مارگاریان نخست‌وزیر ارمنستان بر اثر سکته قلبی درگذشت.[۱]

### آوریل
- حزب ارمنستان شکوفا

### مه
- ۱۲ مه - رای‌دهندگان در ارمنستان به پای صندوق‌ها رفتند تا مجلس جدید ارمنستان را انتخبات کنند[۲]

### ژوئیه
- ۲ ژوئیه - دادگاه درباه قتل هرانت دینک، روزنامه‌نگار ارمنی-ترک در شهر استانبول شروع شد.[۳]

## درگذشتگان
- ۱۸ ژانویه: سارگیس هاکوبیان، ۸۰، مخترع، صنعتگر، فعال محیط زیست، بشردوست
- ۱۹ ژانویه: هرانت دینک، ۵۲، ویراستار، روزنامه‌نگار و ستون‌نویس، به ضرب گلوله در استانبول ترور شد.
- ۲۱ فوریه: زاهراد، ۸۲، شاعر و روزنامه‌نگار
- ۲۵ مارس: آندرانیک مارگاریان، ۵۵، نخست‌وزیر ارمنستان از سال ۲۰۰۰، سکته قلبی.
- ۱۶ مه: گوهار گاسپاریان، ۸۳، خواننده اپرا سوپرانو.
- ۱۴ اوت: ژیرایر اس. هوانیان، ۸۰، سازنده مسکن.
- ۲۷ اوت: مارکو گریگوریان، ۸۱، نقاش، بازیگر.
- ۳ نوامبر: رافائل قازاریان، ۸۳، فیزیک‌دان، استاد دانشگاه